# IC 517
IC 517 је спирална галаксија у сазвјежђу Хидра која се налази на листи објеката дубоког неба у Индекс каталогу.
Деклинација објекта је - 2° 3' 20" а ректасцензија 8h 36m 22,0s. Привидна величина (магнитуда) објекта IC 517 износи 14,6 а фотографска магнитуда 15,4. IC 517 је још познат и под ознакама CGCG 4-82, PGC 24179.